# Astrologia

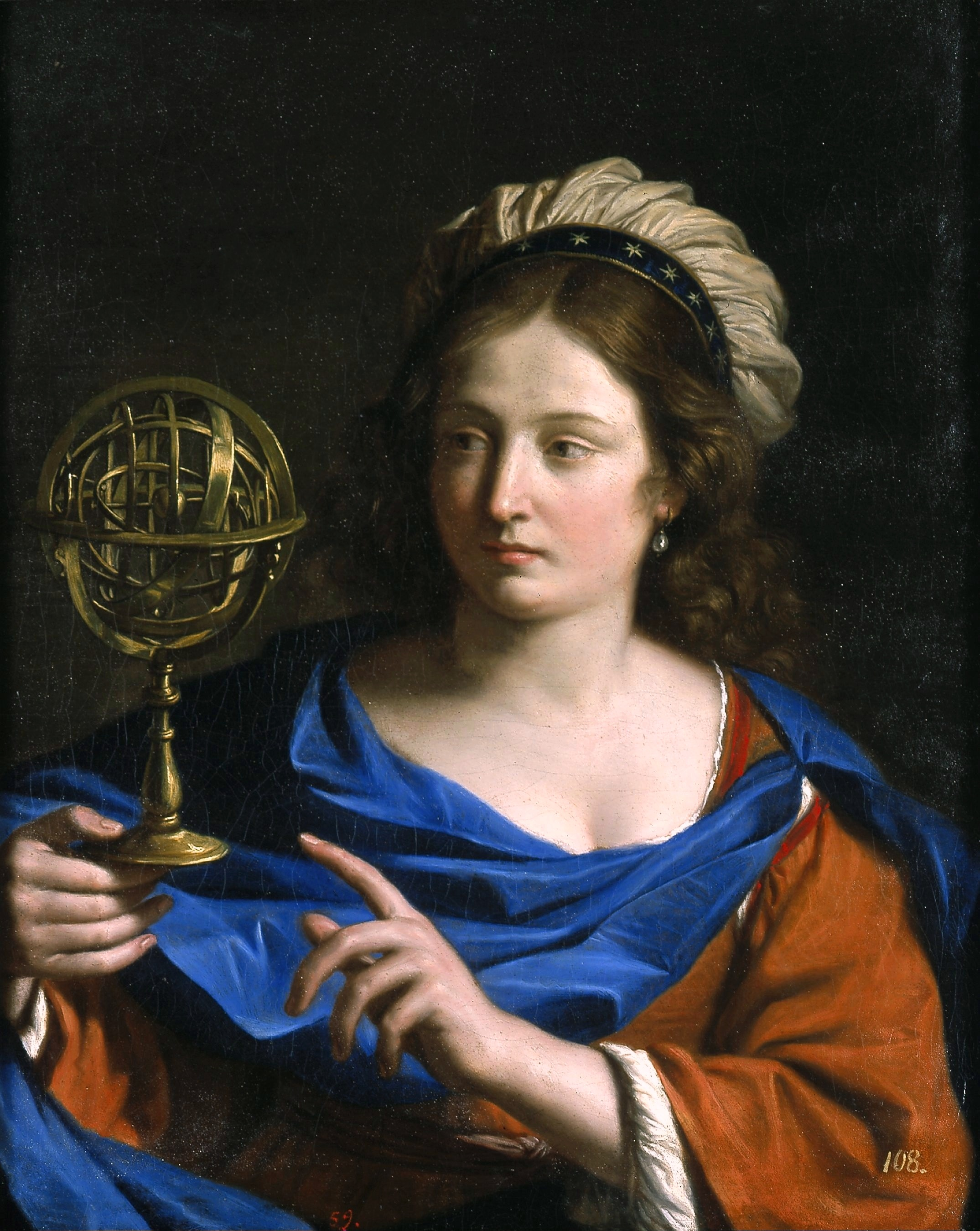
Personificazione dell'Astrologia (ca. 1650-1655), olio su tela del Guercino.

L'astrologia (dal greco antico: ἀστρολογία?, astrologhía, aster / astròs, "stella", logia, "discorso") è un complesso di credenze e tradizioni, secondo cui le posizioni e i movimenti dei corpi celesti rispetto alla Terra influiscono sugli eventi umani collettivi e individuali. Una definizione alternativa di astrologia proviene dall'Enciclopedia delle religioni Vallecchi dove è definita come tecnica e dottrina di tipo religioso che attraverso l'identificazione degli astri con intelligenze divine o superiori, stabilisce un rapporto diretto fra azione degli astri e avvenimenti nell'ambiente, nella natura e nella storia umana.
Chi pratica l'astrologia si chiama astrologo e la sua divinazione è chiamata oroscopo.

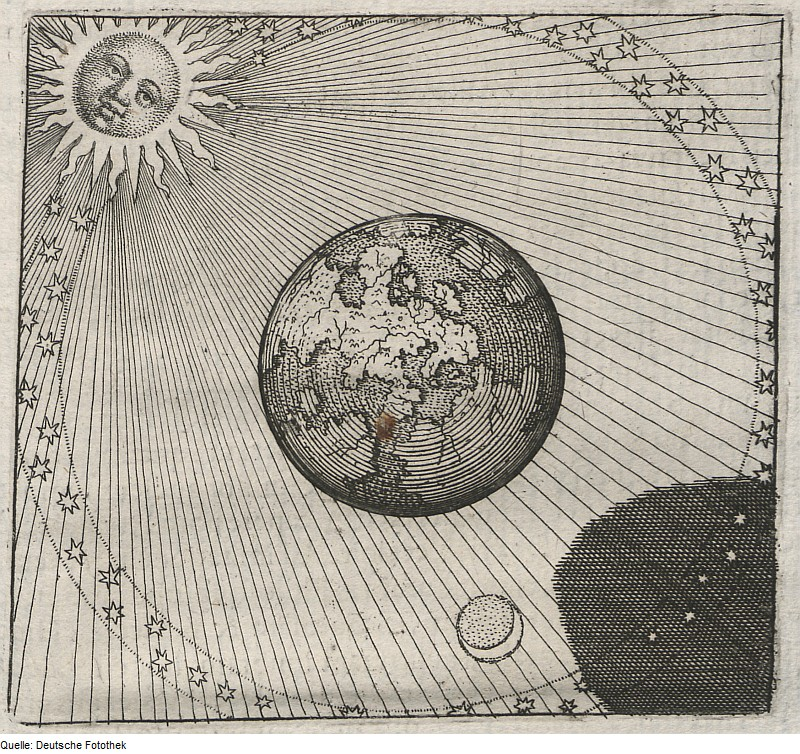
Illustrazione da un manoscritto alchemico del 1687 che raffigura la Terra in posizione geocentrica tra il Sole e la Luna

Dall'antichità fino al XVII secolo, tuttavia, col termine astrologia si indicava tutta l'astronomia, di cui le previsioni astrologiche erano considerate una branca, quella che indicava le conseguenze sugli eventi umani risultanti dalla configurazione astronomica. Il titolo del testo principale dell'astrologia antica, il Tetrabiblos, era appunto "Degli effetti [delle configurazioni astronomiche sulla storia degli individui e delle nazioni]" e l'astrologia era chiamata da Tolomeo ὴ ἀπoτελεσματικής τέχνη, cioè "la scienza degli effetti". L'astronomo/astrologo di corte, infatti, era tenuto a studiare il moto dei pianeti con l'obiettivo di fornire i suoi oroscopi e la praticarono anche due protagonisti della rivoluzione astronomica come Keplero e Galilei.
L'affermazione del sistema eliocentrico, ritenuto dagli astrologi compatibile con una visione geocentrica, non modificò le pratiche dell'astrologia. Con la rivoluzione scientifica, tuttavia, l'astrologia cessò di essere considerata parte dell'astronomia e venne considerata una pratica dell'occulto e una pseudoscienza. L'astrologia, quindi, viene oggi considerata da filosofi della scienza, da psicologi e da esponenti della comunità scientifica attivi nelle discipline più diverse una credenza basata su antiche superstizioni e, secondo alcuni studiosi, si configura come una scienza patologica.
Nel 2006, il National Science Board degli Stati Uniti d'America ha pubblicato una dichiarazione ufficiale in cui ribadisce che l'astrologia è una pseudoscienza. In Italia il CICAP raccoglie ed esamina le previsioni fatte dagli astrologi sull'anno trascorso rilevando che "quando le previsioni sono vaghe e generiche, tali che chiunque le potrebbe fare, gli astrologi tendono a indovinare. Quando invece si fanno più precise, l'errore è pressoché costante".

## Storia

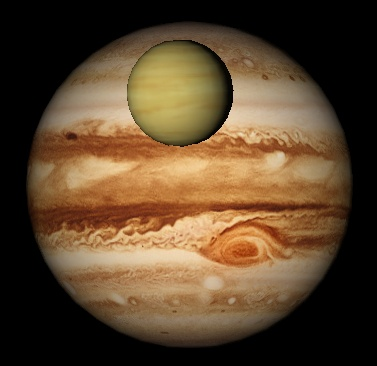
Illustrazione dei pianeti Venere e Giove.

L'ammirazione per la volta celeste ha portato diverse civiltà antiche a dedicarsi all'osservazione dei fenomeni celesti, e a sviluppare ognuna una propria astrologia come ad esempio quella babilonese, quella indiana o vedica, quella cinese e quella maya.
Anche presso alcuni popoli primitivi è esistita una forma di astrologia ma l'assenza di fonti scritte non permette una conoscenza dettagliata delle loro tecniche, tuttavia si può dedurre che i principali punti di riferimento astrale fossero il Sole, la Luna, Venere e la stella Sirio, oltre ad alcune costellazioni (i due Carri, Orione, le Pleiadi).

### Occidente europeo
Presso le corti mesopotamiche essa aveva l'obiettivo di prevedere eventi futuri nefasti come guerre, carestie o rivolgimenti politici. Nel periodo ellenistico l'astrologia cominciò a essere usata anche per il riscontro di caratteristiche comportamentali delle persone, in base alla loro data, ora e località di nascita ("tema astrale", o "tema natale", o "psicoastrologia"). I primi manuali astrologici furono scritti in Mesopotamia nel II millennio prima di Cristo ed erano basati sulla convinzione che gli eventi terrestri fossero speculari a quelli celesti per via della loro connessione.

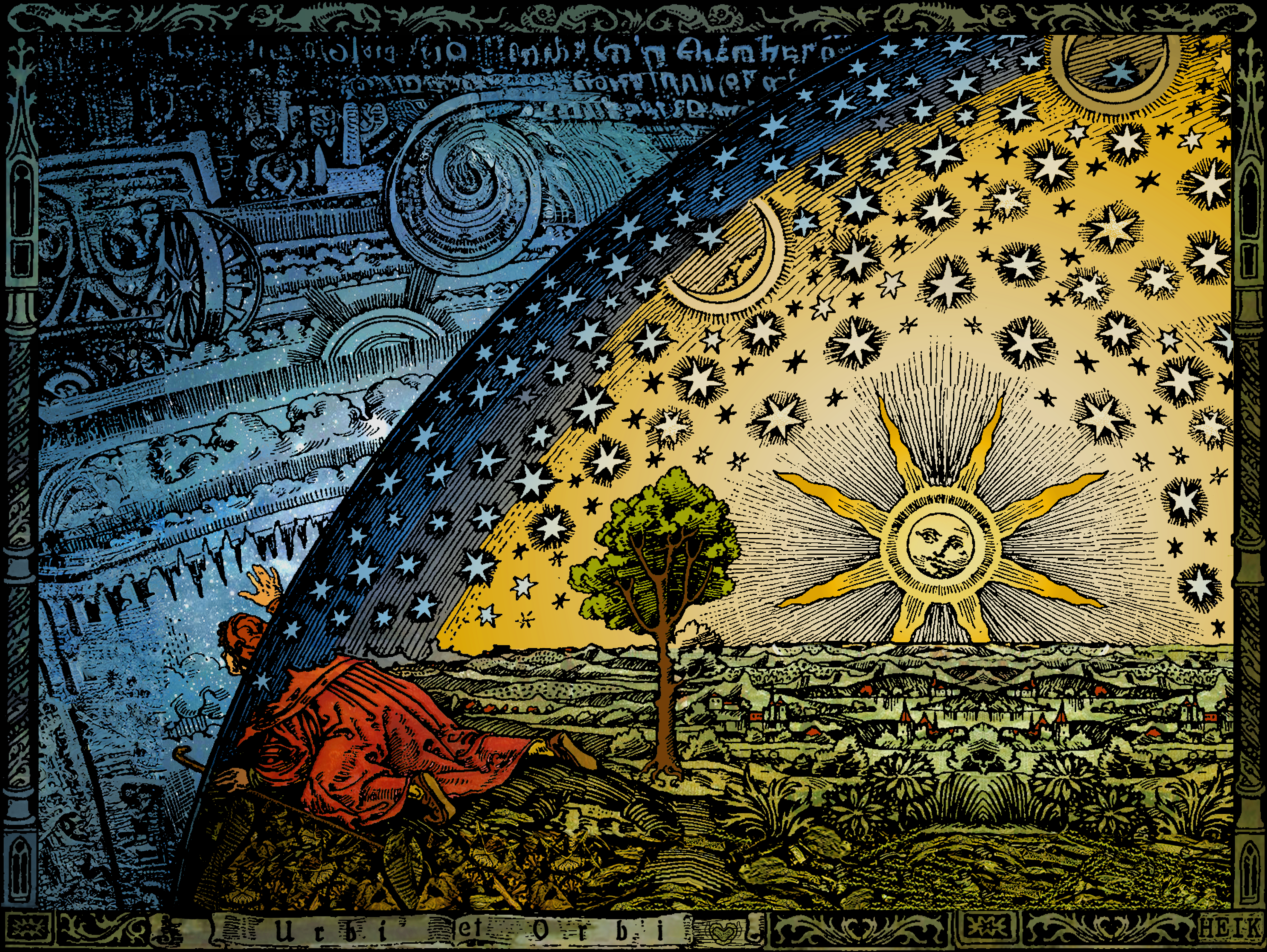
Versione ampliata e colorata della xilografia di Camille Flammarion: L'Atmosphere - Météorologie Populaire. Parigi 1888. Colorazione: Heikenwaelder Hugo, Vienna 1999.

Tra i popoli indoeuropei l'astrologia è stata datata fin dal III millennio a.C., con le sue radici nei sistemi di calcolo calendariali utilizzati per prevedere i cambiamenti stagionali e conseguentemente per interpretare i cicli celesti come segni della comunicazione del divino all'uomo. Fino al XVII secolo l'astrologia veniva considerata secondo la tradizione una delle maggiori forme di erudizione, ed essa ha contribuito a guidare il primo sviluppo della storia dell'astronomia. È stata comunemente accettata sia negli ambienti culturali che politici, mentre alcuni dei suoi concetti fondamentali sono stati utilizzati anche in altre tipologie di studio tradizionale come l'alchimia, la medicina ed in seguito la storia della meteorologia. Alla fine del XVII secolo, si sono sviluppate concettualizzazioni prettamente scientifiche nel campo dell'astronomia come ad esempio l'eliocentrismo, che hanno irrimediabilmente minato la base teorica astrologica,la quale ha poco dopo perduto la propria posizione accademica. Nel corso del XX secolo si è guadagnata una maggiore popolarità anche e soprattutto attraverso l'influenza dei prodotti mediatici di massa, uno su tutti l'oroscopo pubblicato nei quotidiani.
In Europa, dopo un progressivo abbandono nel corso del Medioevo, con la ripresa di interesse per l'astronomia nel XIII secolo rinacque l'interesse anche per l'astrologia, tanto che Guido Bonatti viene considerato "il più autorevole trattatista di astrologia del Medioevo italiano".
Diverse interpretazioni sono alla base dell'astrologia contemporanea, tra cui quella che gli astri si limitano a descrivere quel che accade sulla Terra, senza che vi sia un rapporto materiale di causa-effetto.

### Cina
Nell'antica Cina specialmente a partire dalla dinastia Han astronomia e astrologia viaggiavano parallelamente; oltre all'osservazione della sfera celeste e al calcolo del calendario, la predizione del futuro per mezzo dell'astrologia era considerata una pratica giornaliera e fortemente legata alla società e alla politica; aveva inoltre lo scopo di ottenere una maggiore conoscenza del volere del Cielo nonché quello di offrire una risposta agli interrogativi degli uomini.

### India

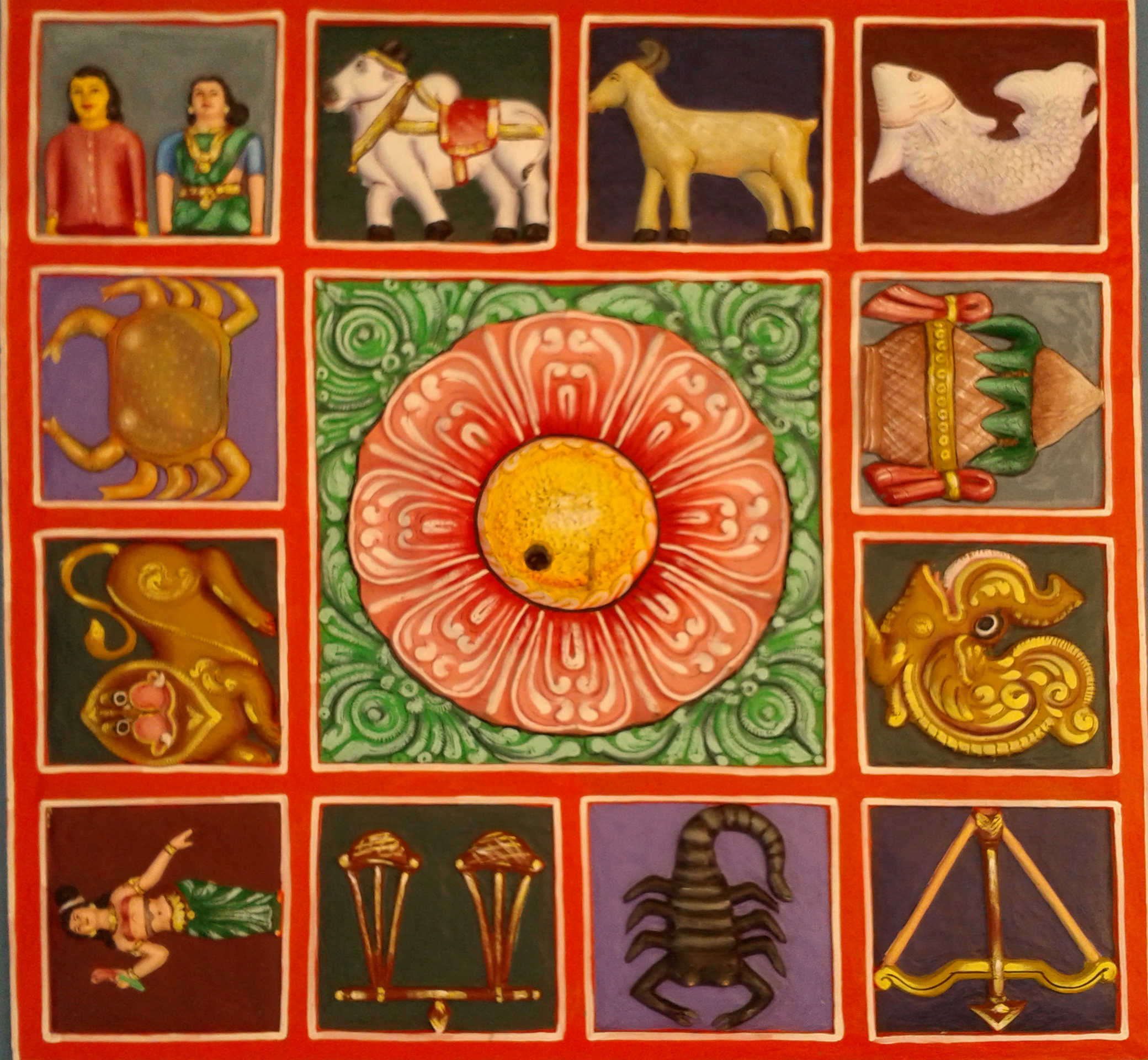
Simboli zodiacali sulla terrazza di un tempio a Kanipakam, nell'Andhra Pradesh.

L'astrologia indiana chiamata Horā è una tecnica divinatoria in cui è principalmente utilizzato l'oroscopo di nascita. La horā presenta diverse ramificazioni: l'oroscopia, che è divisa in jātaka (oroscopia classica) e tājika (oroscopia proveniente dalla cultura musulmana); quella catartica o muhūrtaśāstra suddivisa in astrologia militare (yātrā), astrologia matrimoniale (vivāha) e astrologia medica (karmavipāka); e ancora astrologia dell'interrogazione (praśna) più oracolare e divinatoria.
L'origine della parola horā ha un'etimologia greca antica: ὥρα, hṓra, «durata di tempo». Gli astrologi che praticano astrologia indiana sono chiamati jyotiṣī e sono fautori di numerose modificazioni e innovazioni dello scibile nel corso del tempo. In India l'origine dell'astrologia ha radici antiche che arrivano dal mondo della cultura egizio-ellenistica del tardo II secolo o nella prima parte del I secolo a.C. e fu trasmessa all'India nel corso del II secolo d.C. dove trovò un humus per ulteriori elaborazioni e sviluppi.

## Branche dell'astrologia
A partire dalla forma più diffusa e generale di astrologia, ossia quella giudiziaria, si possono distinguere quattro branche più particolari, secondo la ripartizione di David Pingree:
- Astrologia elettiva, che indaga i momenti più favorevoli per dare avvio a un'impresa o un'iniziativa personale.[43]
- Astrologia natale, che anticamente si chiamava genetliaca,[44] rivolta alla stesura di oroscopi individuali basati sul luogo e sul momento di ogni singola nascita.[45]
- Astrologia mondiale, o cattolica (nel senso di universale), riferita ai grandi eventi collettivi del mondo e della storia umana.[46]
- Astrologia oraria, che effettua previsioni basate sulla qualità del tempo, cioè sulla configurazione planetaria corrispondente al momento in cui viene posta una precisa richiesta in un certo ambito.[47]

Forme di astrologia non divinatorie rientrano invece nell'astrologia cosiddetta "naturale", tra cui vi è l'astrologia medica, e quella meteorologica.

### Astrologia mondiale
Quella parte di astrologia che utilizza le proprie metodologie e simbologie nella decifrazione dei fenomeni di interesse collettivo e, appunto, mondiale. La tecnica astrologica applicata alla branca mondiale associa ai segni zodiacali, alle case celesti e ai pianeti, valenze e significati simbolici indirizzati a una interpretazione di interesse globale, che in genere riguarda il costume, la società e i sistemi politici delle varie nazioni. Gli approcci e le tecniche utilizzate in questa metodologia sono numerose, legate a tecniche della tradizione antica nonché a tecniche moderne. Il principale riferimento che la comunità astrologica segue nell'approccio all'astrologia mondiale è quello di André Barbault celebre per i suoi indici ciclici planetari astrologici.

## Astrologia siderale e tropicale
In astrologia, siderale e tropicale sono termini che si riferiscono a due diversi sistemi di coordinate eclittiche usati per dividere l'eclittica in dodici settori o "segni". Ogni segno è diviso in 30 gradi, per un totale di 360 gradi. I termini siderale e tropicale possono anche riferirsi a due diverse definizioni di anno, applicate nei calendari solari siderali o nei calendari solari tropicali.
Mentre i sistemi siderali di astrologia calcolano dodici segni zodiacali basati sul cielo osservabile e quindi tengono conto del movimento all'indietro delle stelle fisse di circa 1 grado ogni 72 anni (dalla prospettiva geocentrica) dovuto alla precessione assiale della Terra, i sistemi tropicali considerano il primo grado iniziale dell'Ariete sempre coincidente con l'equinozio di marzo (noto come equinozio di primavera nell'emisfero settentrionale), e definiscono i dodici segni zodiacali da questo punto di partenza, basando le loro definizioni sulle stagioni anziché sull'arbitrarietà delle costellazioni, per le quali nel cielo osservabile l'equinozio di marzo cade attualmente in Pesci a causa della suddetta precessione. Queste differenze hanno causato la divergenza tra i sistemi zodiacali siderali e tropicali, che invece erano allineati circa 2.000 anni fa quando l'equinozio di marzo coincideva con l'Ariete nel cielo osservabile, per allontanarsi nel corso dei secoli.
L'astrologia siderale tiene conto della precessione assiale della Terra e mantiene l'allineamento tra segni e costellazioni attraverso sistemi correttivi noti come ayanamsas (sanscrito: 'ayana' "movimento" + 'aṃśa' "componente"), mentre l'astrologia tropicale, per ribadire, si basa sul ciclo stagionale dell'emisfero settentrionale e non prende in considerazione la precessione assiale. Sebbene l'astrologia tropicale consideri tipicamente lo zodiaco dell'emisfero settentrionale applicabile senza modifiche all'emisfero australe, un piccolo numero di astrologi tropicali modifica lo zodiaco per riflettere le stagioni nell'emisfero australe, prendendo la Bilancia come segno che coincide con l'equinozio di primavera invece dell'Ariete.
I sistemi ayanamsa usati nell'astrologia indù (nota anche come astrologia vedica) includono il Lahiri ayanamsa e il Raman ayanamsa, di cui il Lahiri ayanamsa è il più usato. L'ayanamsa di Fagan-Bradley è un esempio di un sistema ayanamsa usato nell'astrologia siderale occidentale. A partire dal 2020, i segni solari calcolati utilizzando l'ayanamsa Sri Yukteswar erano circa 23 gradi dietro i segni solari tropicali. Secondo questi calcoli, le persone nate tra il 12 marzo e il 12 aprile, ad esempio, avrebbero il segno solare dei Pesci. Secondo i calcoli tropicali, al contrario, le persone nate tra il 21 marzo e il 19 aprile avrebbero il segno solare dell'Ariete.

### Zodiaco astronomico siderale
Un piccolo numero di astrologi siderali dunque non prende i segni astrologici come una divisione uguale dell'eclittica, ma definisce i loro segni in base alla larghezza effettiva delle singole costellazioni. Includono anche costellazioni che sono ignorate dallo zodiaco tradizionale ma sono ancora in contatto con l'eclittica.
Allo scopo di determinare le costellazioni a contatto con l'eclittica, vengono utilizzati i confini delle costellazioni definiti dall'Unione Astronomica Internazionale nel 1930. Ad esempio, il Sole entra nel confine IAU dell'Ariete il 19 aprile nell'angolo in basso a destra, una posizione che è ancora piuttosto vicina al "corpo" dei Pesci, come primo segno piuttosto che dell'Ariete. La IAU ha definito i confini delle costellazioni senza considerare gli scopi astrologici.
Le date in cui il Sole passa attraverso le 12 costellazioni astronomiche dell'eclittica sono elencate di seguito, accurate per l'anno 2011. Le date progrediranno di un incremento di un giorno ogni 70,5 anni. Sono indicate anche le corrispondenti date tropicali e siderali.
| Costellazione | Data tropicale.           | Data siderale Lahiri ayanamsa | Basato sui confini IAU Walter Berg |
| ------------- | ------------------------- | ----------------------------- | ---------------------------------- |
| Ariete        | 22 marzo – 20 aprile      | 14 aprile – 14 maggio         | 17 aprile – 15 maggio              |
| Toro          | 21 aprile – 21 maggio     | 15 maggio – 15 giugno         | 15 maggio – 22 giugno              |
| Gemelli       | 22 maggio – 21 giugno     | 16 giugno – 16 luglio         | 22 giugno – 20 luglio              |
| Cancro        | 22 giugno – 22 luglio     | 17 luglio – 16 agosto         | 20 luglio – 11 agosto              |
| Leone         | 23 luglio – 23 agosto     | 17 agosto – 16 settembre      | 11 agosto – 17 settembre           |
| Vergine       | 24 agosto – 22 settembre  | 17 settembre – 17 ottobre     | 17 settembre – 30 ottobre          |
| Bilancia      | 23 settembre – 23 ottobre | 18 ottobre – 16 novembre      | 30 ottobre – 23 novembre           |
| Scorpione     | 24 ottobre – 22 novembre  | 17 novembre – 15 dicembre     | 23 novembre – 29 novembre          |
| Ofiuco        |                           |                               | 29 novembre – 17 dicembre          |
| Sagittario    | 23 novembre – 22 dicembre | 16 dicembre – 14 gennaio      | 17 dicembre – 21 gennaio           |
| Capricorno    | 23 dicembre – 22 gennaio  | 15 gennaio – 12 febbraio      | 21 gennaio – 18 febbraio           |
| Acquario      | 23 gennaio – 20 febbraio  | 13 febbraio – 14 marzo        | 18 febbraio – 12 marzo             |
| Pesci         | 21 febbraio – 21 marzo    | 15 marzo – 13 aprile          | 12 marzo – 17 aprile               |